# Compeer (Alberta)
Compeer est un hameau (hamlet) de l'Aire spéciale No 4, situé dans la province canadienne d'Alberta.